# John Hamilton Gray (homme politique, 1814-1889)
Pour les articles homonymes, voir John Hamilton Gray et Gray.
John Hamilton Gray (3 mai 1814 - 5 juin 1889), était un homme politique canadien, et un des Pères de la Confédération.

## Biographie
John Hamilton Gray naît à Saint George aux Bermudes, où son père était Commissaire de la marine britannique.
Il suit des études littéraires au King's College de Windsor, en Nouvelle-Écosse puis se dirige vers une carrière d'avocat.
Gray est élu à l'Assemblée législative du Nouveau-Brunswick en 1850 en tant que député de Saint-Jean et devient membre du Conseil exécutif de septembre 1851 à octobre 1854. Aux élections de 1856, il est non seulement réélu mais il devient même premier ministre du Nouveau-Brunswick. Il démissionne toutefois l'année suivante car il n'arrive pas à obtenir de majorité à l'Assemblée législative.
Il se lance alors au fédéral et est élu député de la circonscription Cité et Comté de Saint-Jean à la première Chambre des communes de la Confédération en juillet 1867, mais il n'effectue qu'un mandat.
À sa demande, il est nommé le 3 juillet 1872 juge à la Cour suprême de la Colombie-Britannique, où il se fera remarquer par son action en faveur des droits des Chinois immigrants et par son expertise en matière de questions frontalières entre le Canada et l'Alaska.
Il meurt le 5 juin 1889 à Victoria, en Colombie-Britannique.